# کودتای ۲۰۲۲ بورکینافاسو
یک کودتا در بورکینافاسو بود که در۲۳ژانویه ۲۰۲۲آغاز شد. تیراندازی در مقابل محل اقامت رئیس‌جمهور در اوآگادوگو پایتخت بورکینافاسو و همچنین چند سربازخانه نظامی در اطراف شهرستان بوقوع پیوست. گزارش شده است که سربازان کنترل پایگاه‌های نظامی در پایتخت را به‌دست گرفته اند. با این حال، دولت وجود استمرار کودتا در کشور را رد کرده است. چند ساعت بعد از کودتا گزارش شد، رئیس جمهور راک مارک کریستین کابوره توسط سربازان در اردوگاه نظامی در پایتخت بازداشت شده است. در ۲۴ژانویه، ارتش در تلویزیون اعلام کرد که کابوره از سمت خود به عنوان رئیس جمهور برکنار شده است. پس از اعلام این خبر، ارتش اعلام کرد: مجلس، دولت و قانون اساسی منحل شده است. این کودتا توسط افسر نظامی پل-هانری سانداوگو دامبیا رهبری شد.
راک مارک کریستین کابوره طی بیانیه‌ای از حساب توییتر خود خواستار گفتگو شد و از سربازان مخالف دعوت کرد سلاح‌ها را زمین بگذارند، اما به اینکه آیا او در بازداشت به‌سر می‌برد یا نه اشاره‌ای نکرد. در همین حال، گزارش شد سربازان ایستگاه رادیو تلویزیون دولتی (RTB) را محاصره کرده اند. خبرگزاری فرانسه گزارش داد که رئیس جمهور به همراه سایر مقامات دولتی بازداشت شده‌اند.  دو مقام امنیتی در پادگان سنگول لامیزانا در پایتخت گفتند: «رئیس جمهور کابوره، رئیس پارلمان و وزرا عملاً در دست سربازان هستند». کاپیتان نظامی سیدسوره کادر اودراگو گفت که جنبش میهنی برای حفاظت و بازسازی «تصمیم گرفته است که مسئولیت های خود را قبل از موعد انتخابات برعهده بگیرد.» وی در بیانیه ای گفت سربازان به دلیل وخامت اوضاع امنیتی در بحبوحه تشدید شورش اسلامی و ناتوانی رئیس جمهور در مدیریت بحران، به ریاست جمهوری کابوره پایان داده است. او همچنین گفت بدون ارائه جزئیات بیشتری گفت رهبران نظامی جدید، برای ایجاد تقویمی «قابل قبول برای همه» برای برگزاری انتخابات جدید تلاش خواهند کرد. الجزیره گزارش داد که مذاکرات بین جامعه اقتصادی کشورهای غرب آفریقا و رهبر نظامی پل-هنری سانداوگو دامبیا در جریان است .

## عواقب
پس از شروع کودتا، دولت جدید حکومت نظامی، مجلس و قانون اساسی را به حالت تعلیق درآورد. مرزهای ملی را بست و  از ساعت ۲۱ به وقت گرینویچ تا ۵ صبح روز بعد مقررات منع آمد و شد را در سراسر کشور اعمال کرد. دولت حکومت نظامی اعلام کرد که برای دولت جدید انتخابات تازه ای را که «برای همه قابل قبول» باشد،  بدون ارائه جزئیات بیشتری در این زمینه برگزار خواهد کرد. الجزیره گزارش داد که مذاکرات از قبل بین جامعه اقتصادی کشورهای غرب آفریقا و رهبر نظامی  پل-هنری سانداوگو دامبیا در جریان بود. نخست‌وزیری سپس نامه استعفای دست نویس کابوره را به اشتراک گذاشت که وی آن را امضا کرد و صحت آن توسط رویترز تأیید شد. در این نامه آمده است: «به نفع ملت، در پی حوادثی که از دیروز رخ داد، تصمیم گرفتم از سمت خود به عنوان رئیس جمهور بورکینافاسو استعفا دهم». جمعیت زیادی در میدان ملی اواگادوگو پایتخت جمع شدند و کودتا را جشن گرفتند، موسیقی پخش کردند، آواز خواندند، بوق زدن و رقصیدند.

## واکنش‌ها

#### سازمان‌های بین دولتی
- سازمان ملل متحد: آنتونیو گوترش، دبیرکل سازمان ملل متحد، در بیانیه‌ای گفت که «به شدت هرگونه تلاش برای تصاحب حکومت با نیروهای مسلح را محکوم می‌کند» و از رهبران کودتا خواست سلاح‌های خود را زمین بگذارند.[۱۹]